# Mesterfinalen 2017
Il Mesterfinalen 2017 si è disputato il 29 marzo 2017 ed ha visto contrapporsi la vincitrice dell'Eliteserien 2016, il Rosenborg, e la seconda classificata in campionato, il Brann. Questo perché, nella stagione 2016, il Rosenborg ha conquistato il double, altrimenti l'avversaria della squadra vincitrice del campionato sarebbe stata quella vincitrice del Norgesmesterskapet. Il formato è quindi quello di una supercoppa, prendendo il posto della Superfinalen, non più organizzata dal 2012.
L'incontro, organizzato dalla Norges Fotballforbund e dalla Norsk Toppfotball, vede il patrocinio dell'UNICEF, poiché le parti sosterranno economicamente il fondo. La partita si è tenuta alle ore 19:00 del 29 marzo 2017 al Brann Stadion.
Il Rosenborg ha vinto la partita con il punteggio di 2-0, aggiudicandosi il trofeo.

## Tabellino
| Arbitro: | Moen (Haugesund) |

|  |           |                              |
|  | Marcatori | 32’ Jevtović 90’ Reginiussen |

| Brann | Rosenborg |

| Brann:           |    |                      |     |     |
|                  |    |                      |     |     |
| P                | 24 | Piotr Leciejewski    |     |     |
| D                | 17 | Gilli Rólantsson     |     | 83’ |
| D                | 15 | Bismar Acosta        | 88’ |     |
| D                | 5  | Jonas Grønner        |     |     |
| D                | 21 | Ruben Kristiansen    |     |     |
| C                | 29 | Kristoffer Barmen    |     |     |
| C                | 8  | Fredrik Haugen       |     |     |
| C                | 23 | Sivert Heltne Nilsen |     |     |
| A                | 19 | Deyver Vega          | 43’ | 63’ |
| A                | 10 | Jakob Orlov (c)      |     | 63’ |
| A                | 25 | Daniel Braaten       |     | 63’ |
| A disposizione:  |    |                      |     |     |
| P                | 1  | Alex Horwath         |     |     |
| C                | 9  | Kasper Skaanes       |     |     |
| A                | 11 | Steffen Lie Skålevik |     | 63’ |
| A                | 18 | Azar Karadas         |     | 83’ |
| C                | 20 | Halldor Stenevik     |     |     |
| A                | 22 | Torgeir Børven       |     | 63’ |
| D                | 33 | Amin Nouri           |     | 33’ |
| Allenatore:      |    |                      |     |     |
| Lars Arne Nilsen |    |                      |     |     |

| Rosenborg:        |    |                       |     |     |
|                   |    |                       |     |     |
| P                 | 1  | André Hansen          |     |     |
| D                 | 2  | Vegar Eggen Hedenstad |     |     |
| D                 | 14 | Johan Lædre Bjørdal   |     |     |
| D                 | 5  | Jacob Rasmussen       | 43’ |     |
| D                 | 20 | Alex Gersbach         |     |     |
| C                 | 7  | Mike Jensen (c)       | 48’ |     |
| C                 | 8  | Anders Konradsen      |     | 89’ |
| C                 | 21 | Fredrik Midtsjø       |     | 62’ |
| A                 | 15 | Elbasan Rashani       |     | 62’ |
| A                 | 10 | Matthías Vilhjálmsson |     |     |
| A                 | 26 | Milan Jevtović        |     | 62’ |
| A disposizione:   |    |                       |     |     |
| P                 | 24 | Arild Østbø           |     |     |
| D                 | 4  | Tore Reginiussen      |     | 89’ |
| A                 | 9  | Nicklas Bendtner      |     | 62’ |
| D                 | 16 | Jørgen Skjelvik       |     |     |
| A                 | 23 | Pål André Helland     |     | 62’ |
| C                 | 25 | Marius Lundemo        |     |     |
| A                 | 27 | Mushaga Bakenga       | 84’ | 62’ |
| Allenatore:       |    |                       |     |     |
| Kåre Ingebrigtsen |    |                       |     |     |